# Louis Reguin
Louis Ernest Reguin (* 29. Juni 1872 in La Chaux-de-Fonds; † 22. Dezember 1948 ebenda) war ein Schweizer Zeichner, Emailmaler, Graveur und Miniaturist.

## Leben
Louis Reguin machte von 1889 bis 1895 eine Ausbildung zum Graveur und Emailmaler an der École des arts appliqués à l’industrie in La Chaux-de-Fonds. Er war mit Charles L’Eplattenier, Léon Perrin und André Evard, der 1928 sein Schwiegersohn wurde, befreundet.
Nach der Heirat mit der Uhrmacherin Milca Ducommun arbeitete Reguin als freischaffender Künstler in seinem eigenen Atelier in La Chaux-de-Fonds. Seine Kunstfertigkeit brachte ihm Aufträge solventer Kunden. So schuf Reguin Emailminiaturen für den russischen Zaren Nikolaus II. und einen Prinzen aus dem Hause des äthiopischen Negus. Die Emailminiaturen von Louis Reguin zeigen hohe technische wie auch künstlerische Fertigkeit. Reguin gelang es, auf wenigen Quadratzentimetern die physischen und psychischen Eigenheiten von Persönlichkeiten, die Monumentalität von Gebirgslandschaften, die Poesie von Genrebildern und die Feinheit von Blumengebinden zu vermitteln.
Auf Wanderungen entstanden die meisten seiner graphischen Werke. In der Natur fand Louis Reguin in der freien Zeichnung seine persönliche Ausdrucksform. Die dabei entstandenen Werke zeigen eine vom Menschen noch weitgehend unberührte Natur und Landschaft.